# مجموعة العمل لتنسيق الحطام المداري

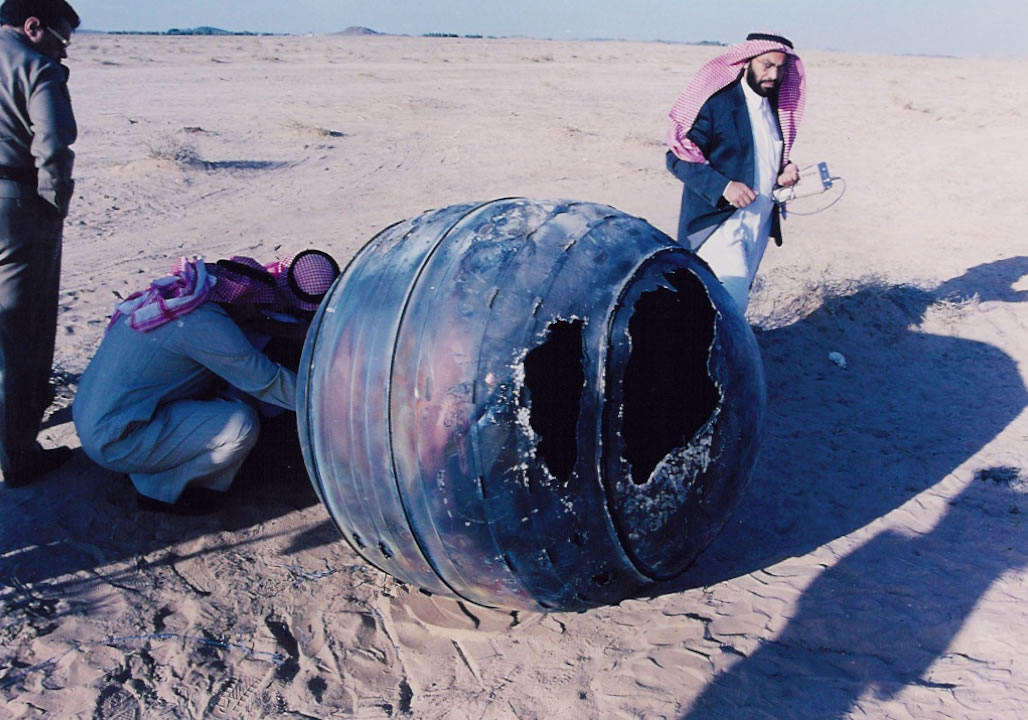
أحد المخلفات الفضائية التي وقعت في المملكة العربية السعودية في تاريخ 21 كانون الثاني 2001.

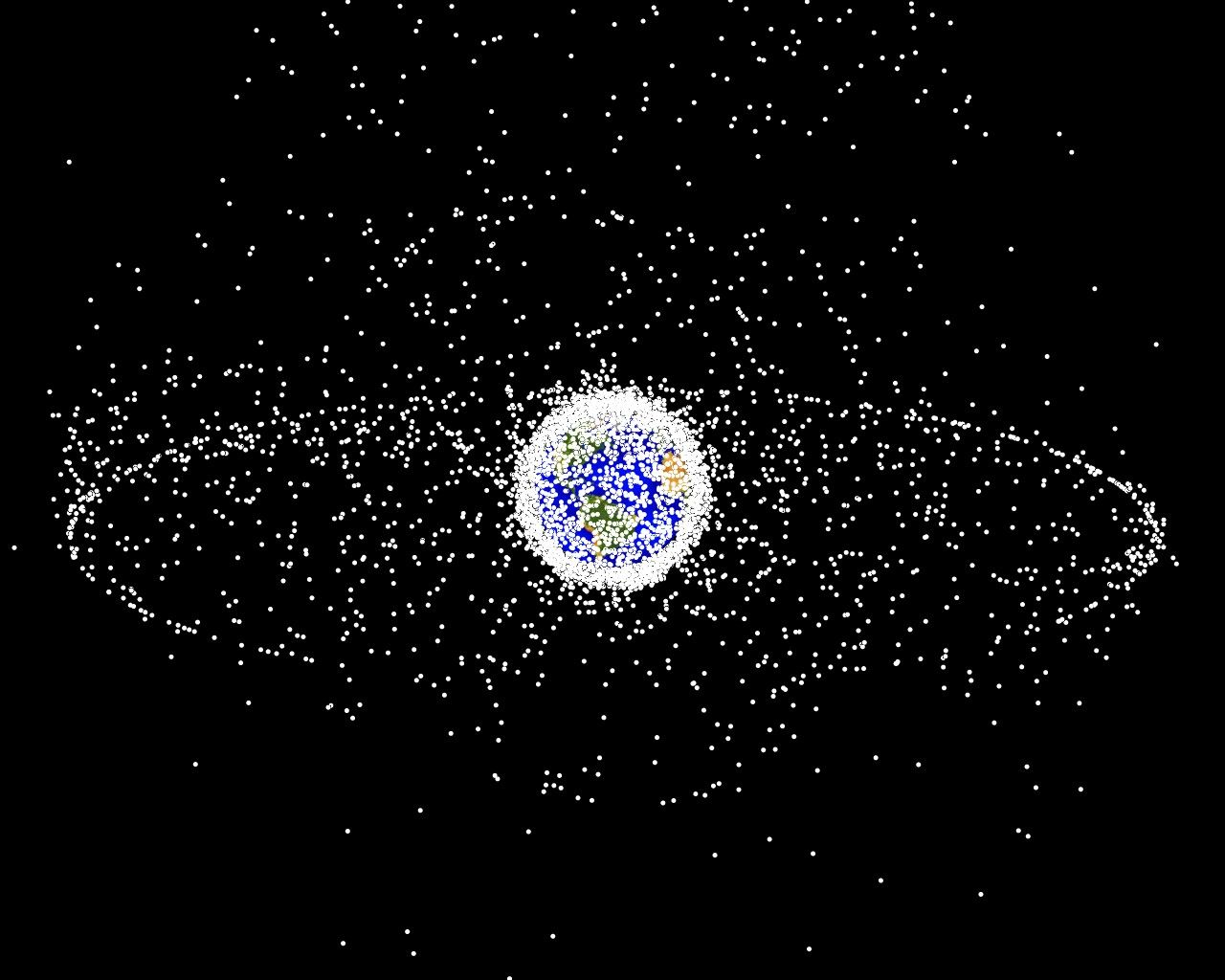
صورة توضح كثافة الأجسام الفضائية الاصطناعية حول كوكب الأرض

مجموعة العمل لتنسيق الحطام المداري (Inter-Agency Space Debris Coordination Committee، أو اختصارًا IADC) هي منظمة دولية تأسست في عام 1993 بهدف تنسيق الجهود بين الوكالات الفضائية المختلفة للتعامل مع قضية الحطام المداري. تُعتبر هذه القضية من التحديات الكبرى في مجال استكشاف الفضاء واستخدامه، حيث يشكل الحطام المداري خطرًا على الأقمار الصناعية والمحطات الفضائية وحتى الرحلات المأهولة.

## أهداف المجموعة

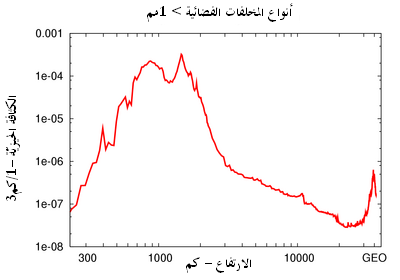
رسم بياني يوضح كثافة الأجسام الفضائية الاصطناعية مقارنة ببعد مدارها عن الأرض، ويلاحظ أن معظم الأجسام تقع على بعد يتراوح بين 800 و 1500 كم من سطح الأرض وهذا المدار يعتبر الأهم للأقمار الصناعية والمحطات الفضائية

1. تبادل المعلومات: تبادل البيانات والمعرفة حول الحطام ال مداري بين الوكالات الأعضاء.
2. التقييم والتخفيف: دراسة تأثير الحطام المداري ووضع إرشادات لتقليل إنتاجه.
3. التعاون الدولي: تعزيز التعاون بين الدول والوكالات للتعامل مع مشكلة الحطام المداري.
4. التوعية: نشر الوعي حول مخاطر الحطام المداري وسبل الوقاية منه.

## أعضاء المجموعة
تضم مجموعة العمل لتنسيق الحطام المداري العديد من الوكالات الفضائية الكبرى حول العالم، مثل:
- ناسا، (الولايات المتحدة)
- وكالة الفضاء الأوروبية، (ESA)
- وكالة الفضاء الاتحادية الروسية، (روسيا)
- إدارة الفضاء الوطنية الصينية، (CNSA) (الصين)
- منظمة استكشاف الفضاء اليابانية، (JAXA) (اليابان)
- المنظمة الهندية لأبحاث الفضاء، (ISRO) (الهند)

وغيرها من الوكالات الدولية.

## إرشادات المجموعة
وضعت مجموعة العمل لتنسيق الحطام المداري مجموعة من الإرشادات لتقليل الحطام المداري، منها:
- تصميم المركبات الفضائية لتقليل انبعاث الحطام.
- إزالة المركبات الفضائية من المدار بعد انتهاء مهمتها.
- تجنب الاصطدامات في الفضاء من خلال مراقبة الحطام.

## تاريخ المخلفات الفضائية

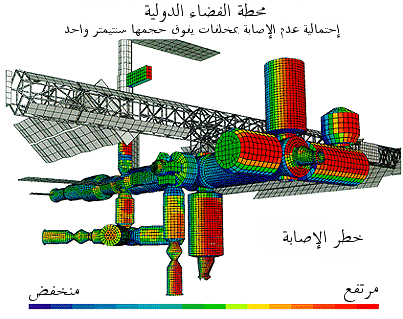
صورة توضح احتمالية إصابة محطة الفضاء الدولية بالمخلفات الفضائية. اللون الأحمر يعبّر عن احتمالية إصابة عالية بينما يعبّر الأزرق عن احتمالية منخفظة.

منذ بداية عصر اكتشاف الفضاء عام 1957، أطلق حوالي 4600 مركبة فضائية لوضع 6000 قمر صناعي في المدار المخصص له. ولعل أقدم هذه الأقمار هو القمر فانقارد 1 (بالإنجليزية: Vanguard I)‏ الذي أطلق عام 1958، ويعتبر هذا القمر الصناعي أقدم المخلفات الفضائية حيث لا زال يقبع في مدارهِ حول الأرض. وتشكل هذه الأقمار نسبة بسيطة مقارنة بالمخلفات الأخرى كقشر الأصباغ وخزانات الوقود، وتعتبر التصادمات بين الأقمار الفضائية مصدر آخر للمخلفات، ففي تقرير لوكالة ناسا للفضاء عام 1991، حذر دونالد كسلر (بالإنجليزية: Donald Kessler)‏ من خطر التصادم المتسلسل للأقمار الصناعية، حيث المخلفات - الناتجة عن تصادم جسمين فضائيين من بقايا الأقمار الصناعية - ستؤدي إلى تصادم أعداد أكبر من الأجسام الفضائية. ولعل ما حذر به كيسلر حصل في العاشر من فبراير عام 2009 حيث اصطدم قمرين صناعيين إحداهما أمريكي، تديره شركة ايريديوم ساتيلايت (ال ال سي)، والآخر روسي موضوع لأغراض التجسس، ونتج عن هذا التصادم ما بين 500 و 600 جسم لا يتعدى حجم بعضها 10 سنتيمترات. وبعد هذه الحادثة قامت ناسا بقياس احتمالات حدوث حادث خطير لإطلاق المكوك الفضائي فوجدت أن هناك احتمال حدوث حادث خطير لكل 318 عملية إطلاق مكوكية. ويعتقد أن بعض هذه المخلفات الناتجة عن الاصطدام قد تبقى في مدار كوكب الأرض لمدة 10000 عام.

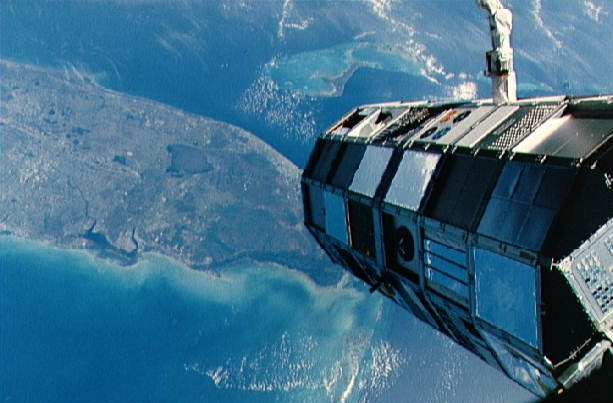
"المركبة المعرضة لمدة طويلة" Long duration exposed facility مصدر مهم للمعلومات عن المخلفات الفضائية.

وإن من أهم الحوادث التي أدت إلى تكون العديد من المخلفات ما حصل بتاريخ 11 يناير سنة 2007 عندما اختبرت جمهورية الصين الشعبية صواريخ مضادة للأقمار الصناعية، فاطلق صاروخ يعمل بالوقود الصلب من قاعدة زيجانق (بالصينية: 西昌) ليصيب أحد الأقمار الصناعية الصينية، وكان القمر المصاب يدور في مدار قطبي وهو متخصص في قياس الأرصاد الجوية، ومن الجدير بالذكر أن الصاروخ المضاد للأقمار الصناعية لم يكن مجهزاً برأس متفجر بل دمر القمر عن طريق الأصطدام بهِ فقط، ومع هذا فقد نتج عن الانفجار ما بين 2300 و 2500 جسيم (أصغرها بحجم كرة التنس)، مما يجعل هذا الأصطدام الحدث الأكبر في تكوين المخلفات الفضائية. ويختلف هذا الحدث عن الأختبارات التي قامت بها كل من الولايات المتحدة الأمريكية والاتحاد السوفيتي إبان الحرب الباردة حيث أختبر أكثر من 20 صاروخ مضاد للأقمار الصناعية، ويكمن الأختلاف أن معظم التجارب التي تمت بين العامين 1968 و 1986 كانت لأقمار في مدار منخفض والمخلفات التي نتجت عن انفجارها سرعان ما أحترقت في الغلاف الجوي للأرض، بينما التجربة الصينية تمت على ارتفاع 550 كم عن سطح الأرض والمخلفات التي نتجت عنها انتشرت على مسافة تتراوح بين 200 كم و 3850 كم مما قد يؤثر على غالبية الأقمار الموجودة في مدار الأرض المنخفض. وفي شهر يونيو من عام 2007، أدى هذا الكم من المخلفات إلى تغيير مسار القمر الصناعي (المركبة الفضائية تيرّا المتخصصة في دراسة المناخ) (بالإنجليزية: Terra environmental spacecraft)‏ لتجنب الأصطدام المحتمل بالمخلفات الناتجة عن التجربة الصينية، لتكون المرة الأولى التي تضطر فيها وكالة ناسا للفضاء إلى تغيير مسار مركبة أو قمر صناعي. ولكن إن أعتبر هذا الحدث هو الأكبر في تكوين المخلفات الفضائية تبقى الولايات المتحدة الأمريكية والاتحاد السوفيتي السابق هما المسببان الأكبر لبقايا المخلفات الفضائية على مدى أكثر من 50 عام منذ التجربة الفضائية الأولى. ومما يؤكد على ذلك تقرير وكالة ناسا عن المخلفات الفضائية عام 2004 الذي حدد مقدار المخلفات الفضائية في مدار الأرض الناتجة عن الرحلات الفضائية لكل دولة كما هو مبين في الجدول التالي:
|                          | الولايات المتحدة الأمريكية | دول الاتحاد السوفيتي السابق | فرنسا | الصين | الهند | اليابان | وكالة الفضاء الأوروبية | دول أخرى | المجموع |
| ------------------------ | -------------------------- | --------------------------- | ----- | ----- | ----- | ------- | ---------------------- | -------- | ------- |
| حاويات الحمولات الفضائية | 981                        | 1313                        | 33    | 38    | 27    | 84      | 33                     | 327      | 2836    |
| أجسام الصواريخ           | 525                        | 815                         | 92    | 22    | 6     | 29      | 6                      | 14       | 1509    |
| مخلفات المهام الفضائية   | 619                        | 429                         | 87    | 11    | 1     | 19      | 11                     | 2        | 1179    |
| مخلفات محطمة             | 1556                       | 1383                        | 114   | 250   | 106   | 0       | 11                     | 0        | 3420    |
| انفصال أجسام غير مخطط له | 106                        | 13                          | 1     | 0     | 0     | 0       | 0                      | 0        | 120     |
| المجموع                  | 3783                       | 3953                        | 327   | 321   | 140   | 132     | 61                     | 343      | 9064    |

## أشهر المخلفات الفضائية

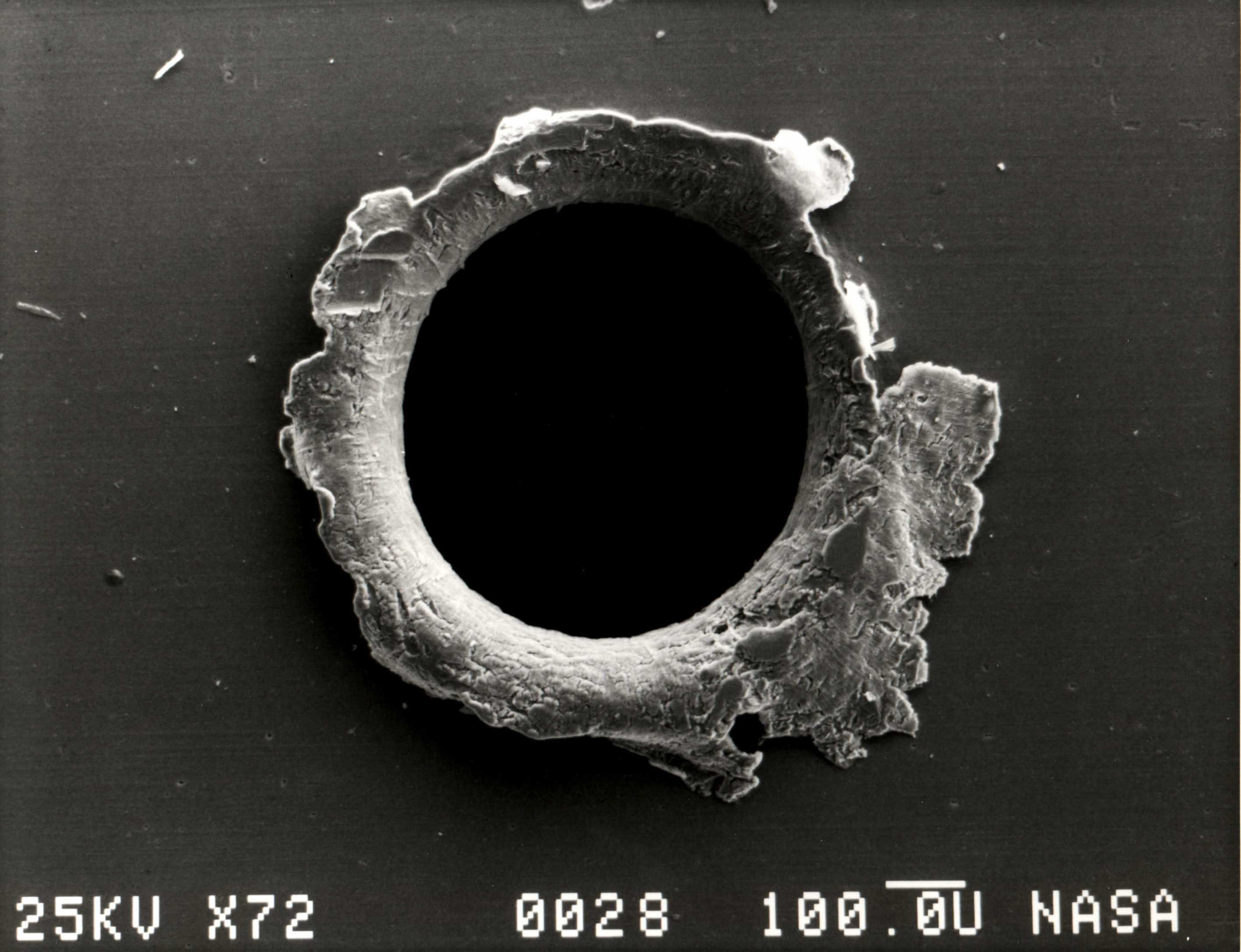
أحد الثقوب الناتجة من اصطدام المخلفات الفضائية بلوحة من جسم قمر صناعي

- في 18 نوفمبر سنة 2008 سقط من رائد الفضاء هيرماري ستيفانيشين-بيبر (بالإنجليزية: Heidemarie Stefanyshyn-Piper)‏ علبة أدوات خلال أعمال صيانة الذراع الإنسالية لمحطة الفضاء الدولية، وتقدر قيمة الأدوات بحوالي 100000£ يضاف إليها 10000£ قيمة شحن الكيلوجرام الواحد إلى المحطة الدولية (قد يكون وزن العدة أكثر من أول أقل من كيلوجرام).
- في عام 1966 أضاع الرائد ميكل كولينز (بالإنجليزية: Michael Collins)‏ آلة تصوير قيمة، كان يستخدمها في تصوير الأرض من الفضاء، ولأن الكاميرا سويدية الصنع، ابتهج السويديون في تلك الفترة واعتبروا الكاميرا هي أول قمر صناعي سويدي يدور حول الأرض، ويعتقد أن الكاميرا لا تزال تدور في مدارها حول الأرض.
- في شهر فبراير من سنة 2006 تم القاء بذلة فضاء مزودة بجهاز أرسال على موجات اللاسلكي كي يتم دراسة قدرة تجهيز البدلات الفضائية لتكون أقمار صناعية، وسميت البذلة «بالبذلة القمرية 1» (بالإنجليزية: SuitSat-1)‏. وقد أحترقت البذلة في شهر سبتمبر من عام 2006 نتيجة احتكاكها بالمجال الجوي للأرض، ويتم الآن تجهيز النسخة الثانية والمطورة منها والتي ستحمل اسم «البذلة القمرية 2» (بالإنجليزية: SuitSat-2)‏.
- لعل أغرب جسم فضائي هو ما نتج عن تجربة القنبلة النووية في عام 1957 في لوس ألاموس، نيومكسيكو، حيث أدى الانفجار إلى طيران غطاء قناة التفجير بسرعة جعلتهُ يخرج من المجال الجوي، ويعتقد أن هذا الغطاء هو أول جسم فضائي من صنع الإنسان، لأن هذه التجربة حدثت قبل إطلاق القمر سبوتنك-1 السوفيتي.[1]

## التحديات
رغم الجهود الكبيرة، لا تزال مشكلة الحطام المداري تتزايد بسبب زيادة عدد الأقمار الصناعية والبعثات الفضائية، خاصة مع ظهور مشاريع مثل "ستارلينك" التابعة لشركة سبيس إكس، والتي تهدف لإطلاق آلاف الأقمار الصناعية.